# Artemisia pedemontana
Assenzio lanato (nome scientifico  Artemisia pedemontana  Balb., 1810) è una specie di pianta angiosperma dicotiledone della famiglia delle Asteraceae (sottofamiglia Asteroideae, tribù Anthemideae (Asian-southern African grade) e sottotribù Artemisiinae).

## Etimologia
Il nome Artemisia, di etimologia incerta, è ricondotto alla dea greca della caccia Artemide, o secondo un'altra ipotesi alla regina Artemisia († 350 a.C.), succeduta sul trono di Caria al fratello e consorte Mausolo; si ipotizza inoltre un riferimento al greco artemes (“sano”), con allusione alle proprietà medicamentose delle piante del genere.. L'epiteto specifico (pedemontana = ai piedi dei monti) indica un possibile areale per questa specie.
Il nome scientifico della specie è stato definito dal botanico Giovanni-Battista Balbis (1765-1831) nella pubblicazione " Notice sur les plantes à ajouter à la Flore de France (Flora gallica); avec quelques corrections et observations; ... Paris" ( Not. Fl. France 126) del 1810.

## Descrizione

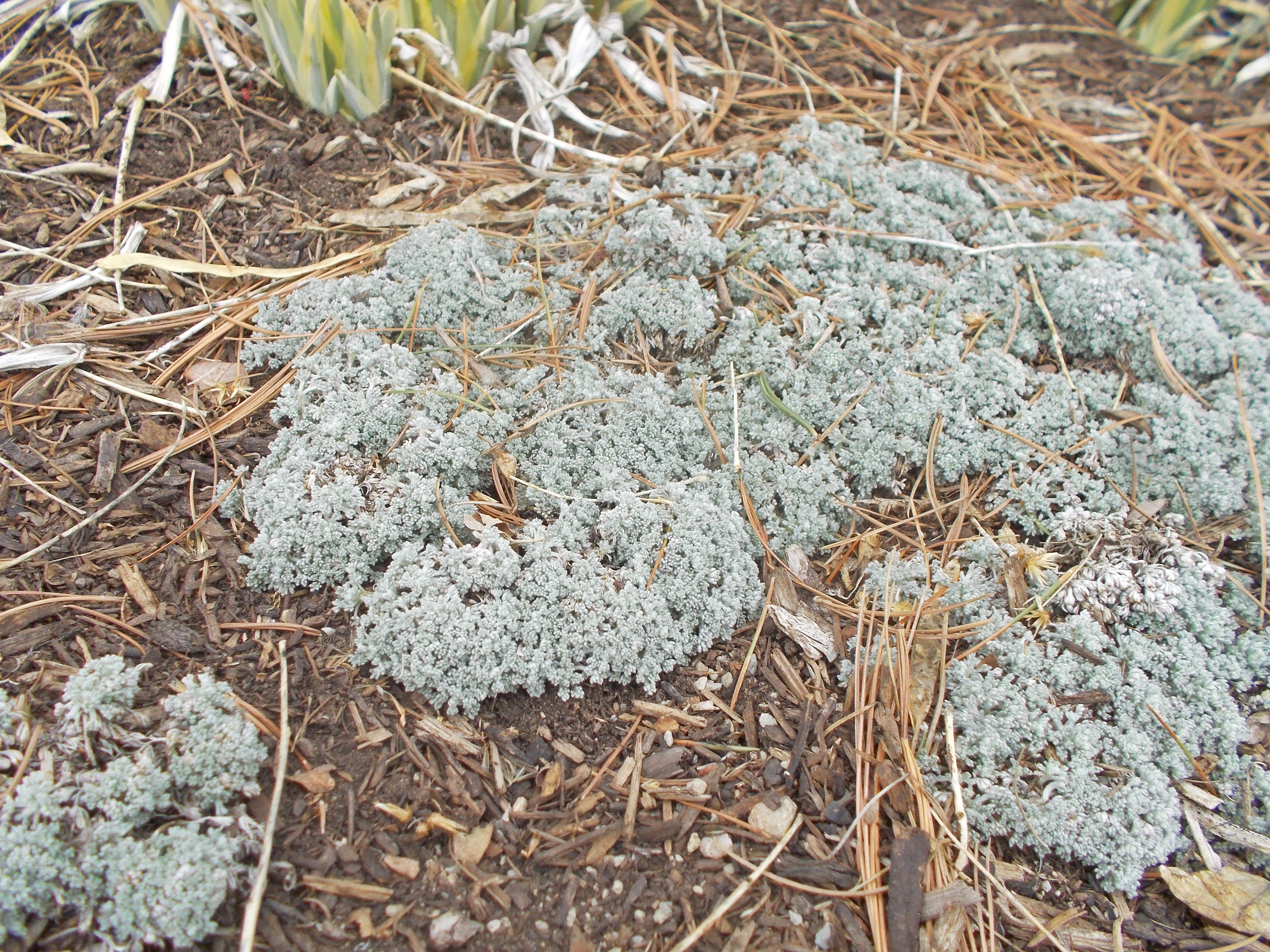
Il portamento

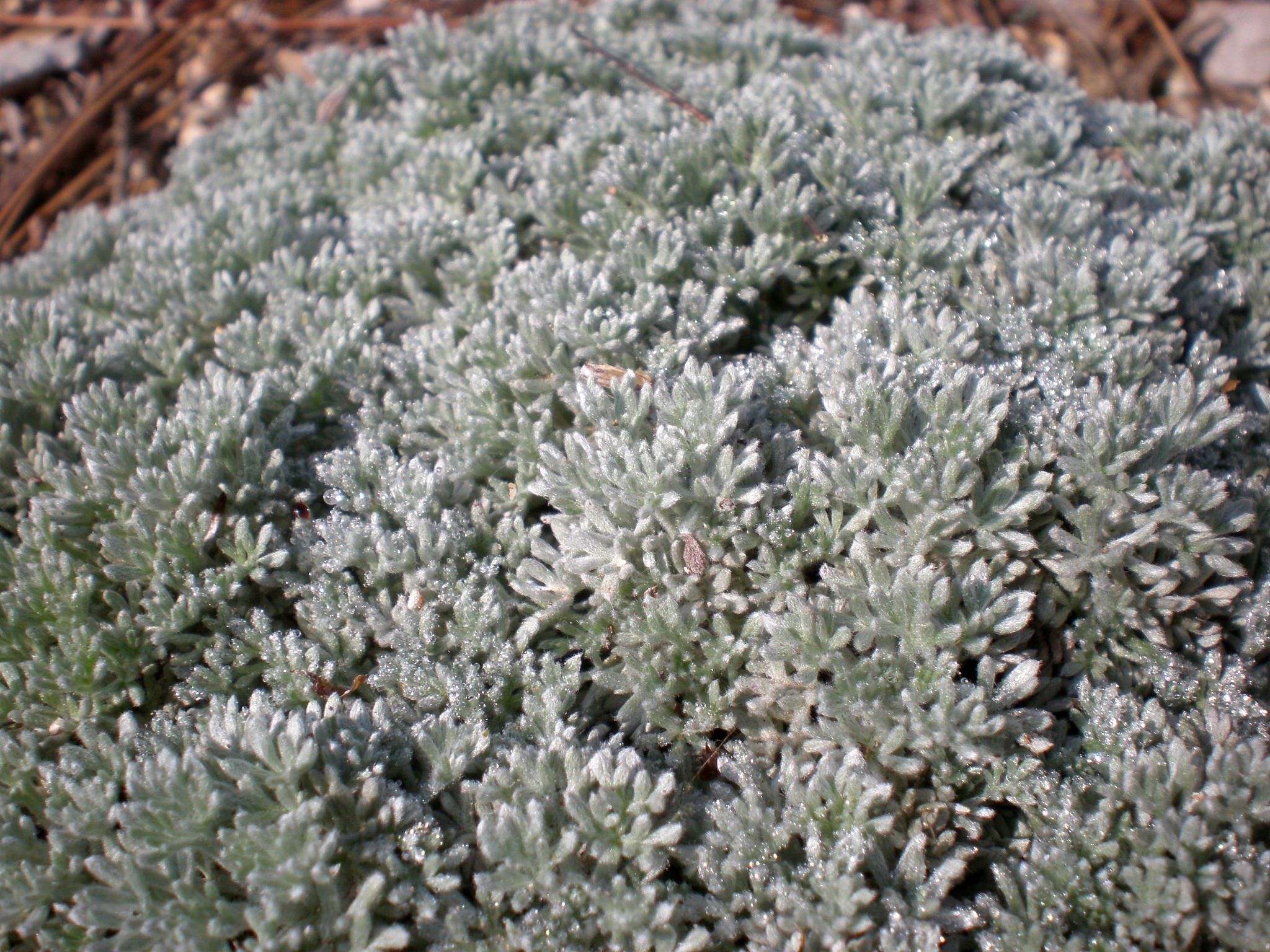
Le foglie

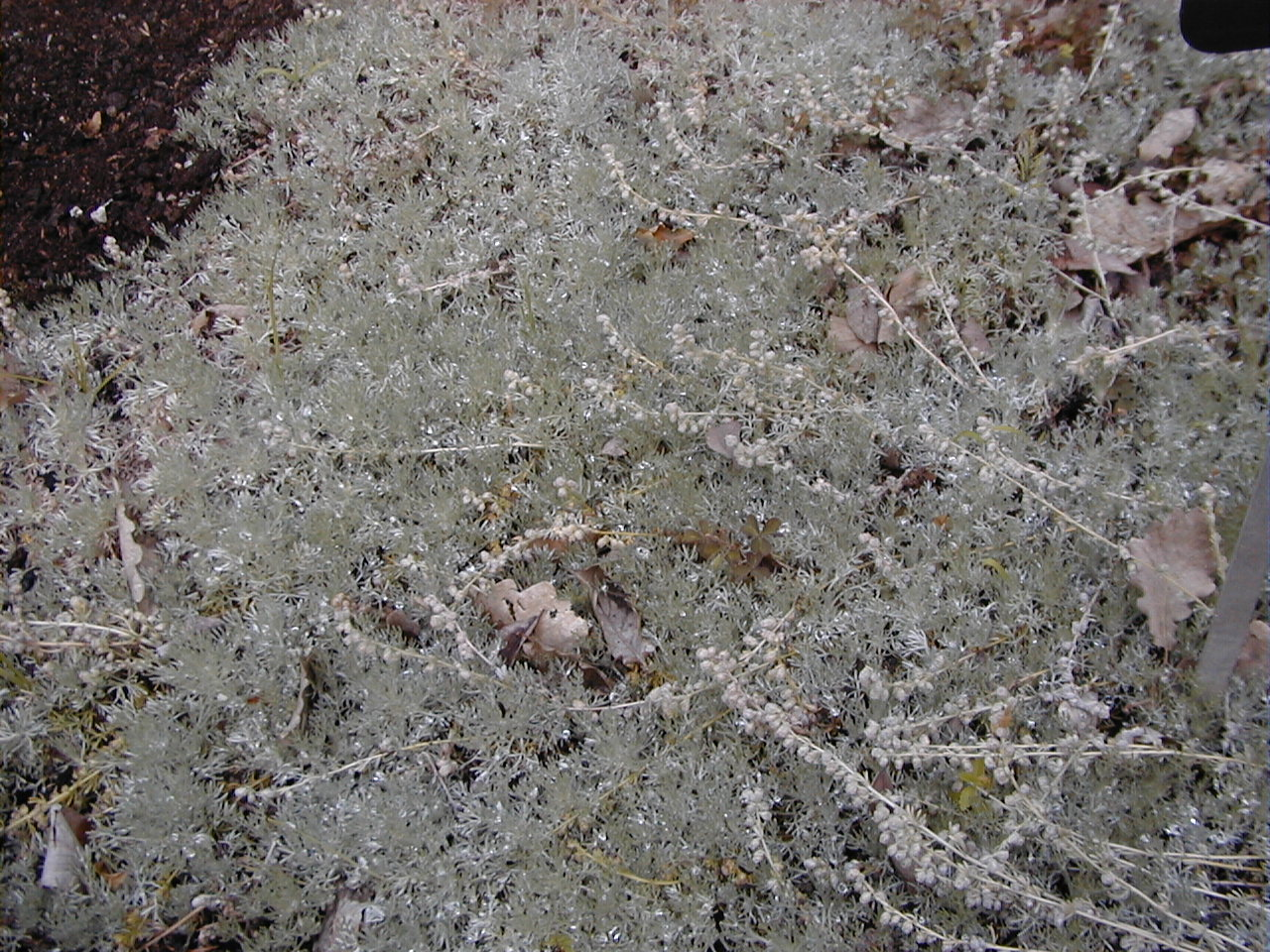
Infiorescenza

Portamento. La specie di questa voce ha un habitus di tipo erbaceo perenne. La forma biologica è camefita suffruticosa (Ch suffr), sono piante perenni e legnose alla base, con gemme svernanti poste ad un'altezza dal suolo tra i 2 ed i 30 cm (le porzioni erbacee seccano annualmente e rimangono in vita soltanto le parti legnose). Queste piante sono densamente lanose per peli a forma di "T".
Radici. Le radici sono secondarie da rizoma o da fittone e sono colorate di color marrone.
Fusto. L'indumento consiste in brevi peli ghiandolari (medifissi o basifissi). La parte aerea del fusto è eretta, molto ramificata con diversi capolini terminali (cespuglietto nano). Altezza media: 15 - 30 cm.
Foglie. Le foglie, in gran parte basali e con picciolo, sono tomentose (con peli a “T” o tipo “navetta” lunghi 550-950 micron). Le foglie inferiori hanno una forma 2 - 3 – pennatosetta, in genere l'asse principale è diviso in 5 parti; quelle superiori sono più semplici e progressivamente ridotte verso l'infiorescenza (le lacinie delle ultime foglie sono dentate). Il picciolo alla base è privo di orecchiette. Dimensione delle lacinie della foglie basali: larghezza 1 mm; lunghezza 6 – 9 mm. Lunghezza del picciolo delle foglie cauline: 5 – 9 mm.
Infiorescenza. La sinflorescenza è terminale ed è composta da piccoli capolini peduncolati (quelli superiori sono sessili) lievemente penduli e distanziati uno dall'altro. I capolini sono patenti o inclinati verso il basso e sono raccolti in densi glomeruli. Le infiorescenze vere e proprie sono composte da un capolino terminale peduncolato di tipo disciforme. I capolini sono formati da un involucro, con forme largamente emisferiche, composto da 2 a 20 brattee, al cui interno un ricettacolo fa da base ai fiori del disco (quelli del raggio qui sono assenti). Le brattee, completamente lanose, con margine bruno (non sono annerite), con una forma da ovata a lanceolata e a consistenza erbacea, sono disposte in modo più o meno embricato su più serie. Il ricettacolo è densamente peloso; la forma è piatta. Dimensione dei capolini: 5 - 6 mm.
Fiori.  I fiori, da 20 a 30 per capolino, sono tetra-ciclici (formati cioè da 4 verticilli: calice – corolla – androceo – gineceo) e pentameri (calice e corolla formati da 5 elementi). Sono numerosi con forme brevemente tubulose (attinomorfe); sono ermafroditi. Possono essere divisi tra fiori solamente femminili (posti alla periferia) e fiori bi-sessuali (posti al centro) o funzionalmente maschili. 
- Formula fiorale:

*/x K {\displaystyle \infty }, [C (5), A (5)], G 2 (infero), achenio
- Calice: i sepali del calice sono ridotti ad una coroncina di squame.

- Corolla: le corolle (a 5 petali con forma di lacinie) nella parte inferiore sono saldati a tubo (corolla di tipo tubuloso). Le corolle sono densamente pelose.

- Androceo: l'androceo è formato da 5 stami (alternati ai lobi della corolla) sorretti da filamenti generalmente liberi e sottili; gli stami sono connati e formano un manicotto circondante lo stilo. Le antere possono essere sia di tipo basifissa che medifissa (ossia attaccate al filamento per la base – nel primo caso; oppure in un punto intermedio – nel secondo caso).[13] Questa caratteristica ha valore tassonomico in quanto distingue i generi gli uni dagli altri. Normalmente le antere variano da ottuse (arrotondate) a leggermente appuntite alla base (o anche caudate); in alcune specie le appendici sono triangolari, lineari o ellittiche. Il tessuto endoteciale (rivestimento interno dell'antera) non è polarizzato. Il polline è sferico con un diametro medio di circa 25 micron;  è tricolporato (con tre aperture sia di tipo a fessura che tipo isodiametrica o poro) ed è più o meno echinato (con punte sporgenti).

- Gineceo: l'ovario è infero uniloculare formato da 2 carpelli. Lo stilo (il recettore del polline) è profondamente bifido (con due stigmi divergenti) e con le linee stigmatiche marginali separate o contigue. I due bracci dello stilo hanno una forma troncata e possono essere papillosi o ricoperti da ciuffi di peli.

- Antesi: da giugno a settembre.

Frutti. Il frutto è un achenio sprovvisto di pappo. La forma è compressa ai lati.

## Biologia
Impollinazione: tramite insetti (impollinazione entomogama tramite farfalle diurne e notturne).

Riproduzione: la fecondazione avviene fondamentalmente tramite l'impollinazione dei fiori.

Dispersione: i semi cadono a terra e vengono dispersi soprattutto da insetti come formiche (disseminazione mirmecoria). Un altro tipo di dispersione è zoocoria: gli uncini delle brattee dell'involucro (se presenti) si agganciano ai peli degli animali di passaggio che portano così i semi anche su lunghe distanze. Inoltre per merito del pappo (se presente) il vento può trasportare i semi anche per alcuni chilometri (disseminazione anemocora).

## Distribuzione e habitat

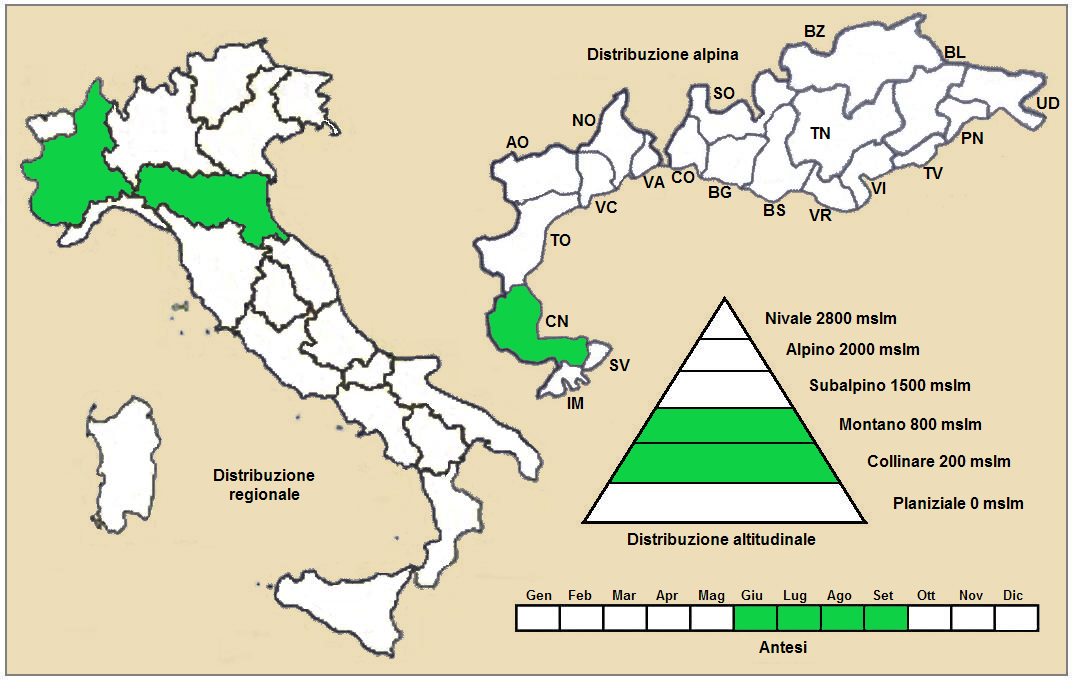
Distribuzione della pianta (Distribuzione regionale – Distribuzione alpina)

Geoelemento: il tipo corologico (area di origine) è  Orofita Sud-Europeo / Caucasico (gli areali sono disgiunti).
Distribuzione: in Italia questa specie è molto rara e si trova in Piemonte e Emilia. Altrove si trova in Bulgaria.
Habitat: l'habitat tipico per queste piante sono i pascoli aridi e le rupi calcaree. Il substrato preferito è calcareo con pH basico, bassi valori nutrizionali del terreno che deve essere arido. 
Distribuzione altitudinale: sui rilievi alpini, in Italia, queste piante si possono trovare fino a quote comprese tra 450 e 1.200 m s.l.m.; nelle Alpi frequentano quindi i seguenti piani vegetazionali: collinare e montano. 

## Fitosociologia
Dal punto di vista fitosociologico alpino la specie di questa voce appartiene alla seguente comunità vegetale:
Formazione: comunità delle lande di arbusti nani e delle torbiere
Classe: Rosmarinetea

## Sistematica
La famiglia di appartenenza di questa voce (Asteraceae o Compositae, nomen conservandum) probabilmente originaria del Sud America, è la più numerosa del mondo vegetale, comprende oltre 23.000 specie distribuite su 1.535 generi, oppure 22.750 specie e 1.530 generi secondo altre fonti (una delle checklist più aggiornata elenca fino a 1.679 generi). La famiglia attualmente (2021) è divisa in 16 sottofamiglie; la sottofamiglia Asteroideae è una di queste e rappresenta l'evoluzione più recente di tutta la famiglia.

### Filogenesi
Il gruppo di questa voce è descritto nella tribù Anthemideae, una delle 21 tribù della sottofamiglia Asteroideae). In base alle ultime ricerche nella tribù sono stati individuati (provvisoriamente) 4 principali lignaggi (o cladi); il genere  Artemisia (insieme alla sottotribù Artemisiinae) è incluso nel clade Asian-southern African grade.
Attualmente il genere, nell'ambito della flora spontanea italiana, è suddiviso in quattro sezioni e alcune sottosezioni. La specie di questa voce appartiene alla "Sezione II" (Absinthium) caratterizzata dai fiori del disco ermafroditi (i fiori periferici sono femminili), il ricettacolo pubescente e di tipo disciforme, l'indumento formato da peli medifissi, e alla "Sottosezione E" caratterizzata dalle foglie inferiori doppiamente triforcate. Altra specie della stessa sezione: Artemisia nitida Bertol. (Assenzio lucido) e Artemisia glacialis L. (Assenzio genepì nero).
Più in generale (in base ad una analisi completa del genere) la specie di questa voce appartiene al sottogenere Absinthium  (Mill.) Less. (vedi "clade 7") caratterizzato da cicli biologici annuali, biennali o perenni con portamenti subarbustivi, foglie pennate, medie, sinflorescenze a pannocchie o racemi e capolini eterogami disciformi con ricettacolo pubescente oppure eterogami disciformi.
I caratteri distintivi della specie  Artemisia pedemontana sono:
- le brattee involucrali sono del tutto lanose;
- la corolla e il ricettacolo sono densamente pelosi;
- i fiori sono 20 - 30 per capolino.

Il numero cromosomico delle specie di questa voce è: 2n = 16.

### Sinonimi
Sono elencati alcuni sinonimi per questa entità:
- Artemisia lanata Willd.